# CRY4
Regulador circadiano criptocromo 4, é uma proteína criptocromo que no peixe-zebra é codificada pelo gene cry4 . CRY4 é um candidato a magnetosensor quântico baseado em luz em aves migratórias.